# South Kesteven
South Kesteven es un distrito no metropolitano del condado de Lincolnshire (Inglaterra). Fue constituido el 1 de abril de 1974 bajo la Ley de Gobierno Local de 1972 como una fusión de los antiguos municipios de Grantham y Stamford, el distrito urbano de Bourne y los distritos rurales de South Kesteven y West Kesteven.

## Geografía
Según la Oficina Nacional de Estadística británica, South Kesteven tiene una superficie de 942,59 km².

## Demografía
Según el censo de 2001, South Kesteven tenía 124 792 habitantes (48,97% varones, 51,03% mujeres) y una densidad de población de 132,39 hab/km². El 20,52% eran menores de 16 años, el 71,63% tenían entre 16 y 74 y el 7,86% eran mayores de 74. La media de edad era de 39,46 años. 
La mayor parte (95,54%) eran originarios del Reino Unido. El resto de países europeos englobaban al 2,24% de la población, mientras que el 0,52% había nacido en África, el 1,1% en Asia, el 0,35% en América del Norte, el 0,06% en América del Sur, el 0,18% en Oceanía y el 0,01% en cualquier otro lugar. Según su grupo étnico, el 98,43% de los habitantes eran blancos, el 0,52% mestizos, el 0,47% asiáticos, el 0,15% negros, el 0,34% chinos y el 0,09% de cualquier otro. El cristianismo era profesado por el 81,33%, el budismo por el 0,15%, el hinduismo por el 0,19%, el judaísmo por el 0,06%, el islam por el 0,25%, el sijismo por el 0,08% y cualquier otra religión por el 0,21%. El 11,51% no eran religiosos y el 6,23% no marcaron ninguna opción en el censo.
El 39,03% de los habitantes estaban solteros, el 46,15% casados, el 1,85% separados, el 6,48% divorciados y el 6,48% viudos. Había 51 494 hogares con residentes, de los cuales el 25,88% estaban habitados por una sola persona, el 8,27% por padres solteros con o sin hijos dependientes, el 64,24% por parejas (55,02% casadas, 9,22% sin casar) con o sin hijos dependientes, y el 1,62% por múltiples personas. Además, había 1491 hogares sin ocupar y 166 eran alojamientos vacacionales o segundas residencias.

## Ciudades hermanadas
- Przemyśl, Polonia